# 세상에 부럼 없어라 (노래)
《세상에 부럼없어라》는 1961년에 공개된 조선민주주의인민공화국의 노래이다. 집단 작사 형식이며 김혁이 작곡했다.
조선민주주의인민공화국의 어린이는 최고 지도자와 조선로동당 아래에서 세상에서 가장 행복한 생활을 보낼 수 있다는 내용이 담겨 있다. 원래 가사에는 김일성을 "아버지"라고 칭송하는 구절이 있었지만 시대가 지나면서 김정일, 김정은으로 바뀌기도 했다.